# Parçay-les-Pins
Parçay-les-Pins település Franciaországban, Maine-et-Loire megyében. Lakosainak száma 817 fő (2018. január 1.). Parçay-les-Pins Gizeux, Rillé, Breil, Courléon, Linières-Bouton, Méon, La Pellerine és Vernoil-le-Fourrier községekkel határos.

## Népesség
A település népességének változása:
| Lakosok száma | 1000 | 885  | 916  | 923  | 1016 | 917  | 919  | 864  | 827  | 817  |
|               | 1968 | 1975 | 1982 | 1990 | 1999 | 2011 | 2013 | 2015 | 2017 | 2018 |